# Charaxes varanes
Charaxes varanes is een vlinder uit de familie van de Nymphalidae. Deze soort is voor het eerst wetenschappelijk beschreven als Papilio varanes door Pieter Cramer in een publicatie uit 1777.

## Verspreiding
Deze soort komt algemeen voor in een groot deel van het Afrotropisch gebied waaronder Senegal, Gambia, Guinea-Bissau, Guinee, Burkina Faso, Sierra Leone, Liberia, Ivoorkust, Ghana, Togo, Benin, Nigeria, Equatoriaal Guinea, Sao Tome & Principe, Gabon, Centraal Afrikaanse Republiek, Congo-Kinshasa, Soedan, Zuid-Soedan, Ethiopië, Somalië, Oeganda, Kenia, Tanzania, Angola, Zambia, Malawi, Mozambique, Namibië, Botswana, Zimbabwe, Zuid-Afrika, Swaziland, Oman en Jemen.

## Habitat
Het habitat bestaat uit open bossen en dichtbegroeide savannes.

## Waardplanten
De rups leeft voornamelijk op soorten van de zeepboomfamilie Sapindaceae waaronder Allophylus africanus, Allophylus dregeanus, Allophylus glaucescens, Allophylus macrostachys, Allophylus natalensis, Cardiospermum halicacabum, soorten van het geslacht Schmidelia en verder op Rhus longispina van de pruikenboomfamilie (Anacardiaceae).

## Ondersoorten
- Charaxes varanes varanes (Cramer, 1777) (Mozambique, Zuid-Afrika en Swaziland)
- Charaxes varanes bertrami Riley, 1931 (Oman, Oost-Jemen)
- Charaxes varanes torbeni Turlin, 1999 (Jemen)
- Charaxes varanes vologeses (Mabille, 1876) (alle overige genoemde landen en Noord-Mozambique)
  - = Palla vologeses Mabille, 1876